# Club Voleibol Haro
Il Club Voleibol Haro è una società pallavolistica femminile spagnola con sede ad Haro: milita nel campionato spagnolo di Superliga Femenina de Voleibol.

## Storia
Il Club Voleibol Haro viene fondato nel 1996 ed iscritto a campionati di carattere regionale; in pochi anni scala la piramide del campionato spagnolo, mettendo anche in bacheca una Coppa della Principessa; la promozione in Superliga Femenina de Voleibol arriva nella stagione 2007-08. Dopo diversi piazzamenti onorevoli la squadra arriva ai vertici e vince due Coppe della Regina, conquistando anche il titolo di campione di Spagna con la vittoria nel campionato 2012-13.

## Rosa 2015-2016
| N° | Nome | Ruolo | Data di nascita | Nazionalità sportiva |
| -- | ---- | ----- | --------------- | -------------------- |
| -  |      |       |                 |                      |
| -  |      |       |                 |                      |
| -  |      |       |                 |                      |
| -  |      |       |                 |                      |
| -  |      |       |                 |                      |
| -  |      |       |                 |                      |
| -  |      |       |                 |                      |
| -  |      |       |                 |                      |
| -  |      |       |                 |                      |
| -  |      |       |                 |                      |
| -  |      |       |                 |                      |
| -  |      |       |                 |                      |

## Palmarès
- Campionato spagnolo: 1

2012-13
- Coppa della Regina: 2

2011-12, 2012-13
- Coppa della Principessa: 1

2007-08
- Supercoppa spagnola: 1

2012